# 메브 루흐데르그
메브 루흐데르그(고대 아일랜드어: Medb Lethderg [ˌmɛðv ˈl͈ʲeθðerɡ], 아일랜드어: Méabh Leathdhearg [ˌmʲeːvʲ ˈl̠ʲajəɾˠəɡ])는 아일랜드 신화에서 타라 언덕과 결부된 주권의 여신이었다. 페들리미르 레흐트워르, 코르막 막 아르트 등 아홉 명의 왕의 아내 또는 애인이었다고 한다. 타라 언덕 남쪽에 있는 라흐 메브가 그녀와 관련이 있다고 한다.
얼스터 대계의 등장인물인 코나크타 여왕 메브는 이 여신을 기반으로 만들어진 인물일 것으로 생각된다.
『라긴의 서』에 수록된 "Macc Moga Corbb celas clú" 라는 시가 그녀의 작품이라고 전한다.